# Shady El Nahas
Shady El Nahas (ur. 27 marca 1998) – kanadyjski judoka. Olimpijczyk z Tokio 2020, gdzie zajął piąte miejsce wadze półciężkiej.
Wicemistrz świata w 2024; piąty w 2021 i 2023; siódmy w 2019 i 2022. Startował w Pucharze Świata w 2018. Złoty medalista igrzysk panamerykańskich w 2023. Triumfator mistrzostw panamerykańskich w 2019, 2020, 2022, 2023 i 2024. Wygrał igrzyska wspólnoty narodów w 2022. Ośmiokrotny medalista mistrzostw Kanady w latach 2015-2019.

## Letnie Igrzyska Olimpijskie 2020
| Konkurencja | Eliminacje             | Eliminacje             | Eliminacje                  | Repasaże               | Finały                | Klas. końcowa |
| Konkurencja | Przeciwnik I           | Przeciwnik II          | 1/4                         | Przeciwnik I           | o 3 miejsce           | Miejsce       |
| ----------- | ---------------------- | ---------------------- | --------------------------- | ---------------------- | --------------------- | ------------- |
| 100 kg      | Ivan Remarenco (UAE) Z | Zielim Kocojew (AZE) Z | Warlam Liparteliani (GEO) P | Peter Paltchik (ISR) Z | Jorge Fonseca (POR) P | 5.            |